# Marlon Red
Marlon Red (eigentlich Cristina Apavaloaei, * 11. Januar 1982 in Bistritz) ist eine rumänische Bildende Künstlerin.

## Leben und Wirken
Red wuchs in Bistritz, einer Kleinstadt in Rumänien auf; ihr Vater war Zeichner, ihre Mutter Architektin und technische Zeichnerin. Sie besuchte ein Gymnasium, das auf den Schwerpunkt Kunst ausgerichtet war. Zusätzlich zu den normalen Fächern wurde dort Kunstgeschichte, Malerei, Zeichnung und Bildhauerei gelehrt. Ab 2005 studierte sie an der Kunstakademie Düsseldorf in der Klasse von Markus Lüpertz, wurde 2008 dessen Meisterschülerin und fand dann über die Figuration zur Abstraktion, bis sie letztlich – vor allem bedingt durch den Wechsel in die Klasse von Thomas Grünfeld – zur Beschäftigung mit der Fläche fand. Seit dem Erwerb ihres Diploms 2014 arbeitet sie als Bildende Künstlerin in Düsseldorf und in Cluj-Napoca.
Ihr Schaffen, das sie aus der Tradition der Konkreten Kunst entwickelt hat, umfasst Objekte, Papierarbeiten, Collagen und Performances. Ihre Arbeiten befinden sich in der Sammlung Reinhard Ernst, Wiesbaden, im Museum Lapidarium Novigrad und in der Sammlung Würth. 2021 erhielt sie ein Künstlerstipendium vom Ministerium für Kultur und Wissenschaft des Landes Nordrhein-Westfalen; 2023 war sie Artist in Residence im Lapidarium Museum, Novigrad.

## Ausstellungen

### Einzelausstellungen
- 2015 – In Between, Galerie Fel|ix Ringel, Düsseldorf
- 2022 – Wild Horses, Galerie r8m, Köln
- 2023 – Solid Sides HYBRID. Performance. Galerie Obrist, Essen
- 2023 – Paracelsus Project. Mixed Media, Space Installation, @artartist, Düsseldorf
- 2024 – Solaris, +Basement Galerie, Essen

### Gruppenausstellungen (Auswahl)
- 2015 – La Suite – From the Collection Setareh Gallery, Düsseldorf
- 2016 – Große Kunstausstellung NRW 2016, Museum Kunstpalast, Düsseldorf
- 2018 – Photoweekend Düsseldorf. Dimensions of Dialogue. Kollaboration mit dem Museum Fototeca de Cuba, Havanna
- 2020 – Multilayer Vision. Sammlung Schroth im Museum Wilhelm Morgner, Soest
- 2020 – Winterreise. Sprachkörper. Kunst+Tonic, Düsseldorf
- 2020 – Wild Wild East. AEther Space in Den Haag
- 2020 – Winter Salon. Galerie Ulf Larsson, Köln
- 2021 – Reinhold Würth Collection
- 2011 – Multilayer Vision 20/20. Künstlerhaus Schloss Plüschow. (kuratiert von Juliane Rogge und Ivo Ringe)
- 2022 – Sofia Art Week – Varna Art Week 2022, Aether Space, Sofia
- 2022 – …and what did you do last summer? Galerie Floss & Schultz, Köln
- 2022 – Anita Kontrek Foundation, Zagreb, Kroatien. Kuratiert von Galerie r8m, Köln
- 2023 – Editioon #2, Galerie r8m, Köln
- 2024 – Zeigt Euch Konkret, Kunstverein Wiligrad.
- 2024 – Remember Picelj. Remember Knifer. Muzej Lapidarium, Novigrad
- 2025 – Affordable Art Fair, Brüssel